# Mercè Claramunt Bielsa
Mercè Claramunt Bielsa (Barcelona, 26 de septiembre de 1955) es una abogada y mediadora catalana, diputada de la junta de gobierno del Col·legi de la Advocacia de Barcelona. 
Afiliada al PSUC desde 1976, sindicalista y delegada de CCOO, fue secretaria del Comité de Empresa de la Societat Municipal Transports Municipals de Barcelona, desde 1977 hasta 1986.
Ha sido vicepresidenta y miembro del Consell Nacional de ICV, coordinadora del ámbito de justicia de esta formación política y presidenta de Dones amb Iniciativa de 2007 a 2011. Desde el año 2006 hasta el 2011 fue directora general de Juegos y Espectáculos de Cataluña.  Del 2006 al 2010 ejerció la Dirección General de la empresa Lotería de Catalunya, empresa pública de juegos de azar.
Licenciada en Derecho por la Universitat de Barcelona en el año 1995, se especializó en temas Civiles, Familia, Penal, Violencia Doméstica y Jurisdicción de menores. Su actividad cívica siempre ha estado ligada a las asociaciones profesionales de su ámbito: ha sido presidenta de Dones Juristes, entidad de la que aún forma parte, es diputada del Ilustre colegio de abogados de Barcelona (ICAB), forma parte de l’Associació Catalana de Juristes Demòcrates, es miembro de la Societat Catalana d’Advocats de Família (SCAF) y de l‘Asociación Española de Abogados de Familia. Y fue Impulsora del I Congrés de Mediació de l’Advocacia.
Colabora habitualmente en medios de comunicación como experta en cuestiones relacionadas con el derecho y, especialmente, con la resolución alternativa de conflictos